# Dryopteris cabrerae
Dryopteris cabrerae là một loài dương xỉ trong họ Dryopteridaceae. Loài này được Weath. mô tả khoa học đầu tiên năm 1949.
Danh pháp khoa học của loài này chưa được làm sáng tỏ. 